# 1967年大韓民国大統領選挙
1967年大韓民国大統領選挙（－ねんだいかんみんこくとうりょうせんきょ）は、第6代大韓民国大統領を選出するために1967年5月3日に実施された、韓国の大統領選挙である。なお、韓国では選挙回数について「第○回」ではなく「第○代」と呼称するのが一般的である。

## 概要
大統領の任期4年が満了したことに伴って実施された選挙である。選挙には7名（うち1名は中途辞退）が立候補したが事実上、前回選挙（1963年）と同様に与党民主共和党の朴正煕大統領と、民衆党と新韓党が統合して結成された野党新民党の尹潽善との対決となった。
前回選挙で朴正煕は15万票の僅差で尹潽善を抑えて当選したが、今回は朴候補が有効投票数の51.4％を獲得し、尹候補（41.0％）を大差で抑えて当選し、再選を果たした。

## 選挙結果
- 投票日：1967年5月3日
- 有権者数：13,935,093名
- 総投票者数：11,645,215名
- 投票率：83.6％

| 当落 | 候補者            | 党派                      | 得票数    | 得票率 (％) |
| ---- | ----------------- | ------------------------- | --------- | ----------- |
| 当選 | 朴正煕 （박정희） | 民主共和党 （민주공화당） | 5,688,666 | 51.4        |
|      | 尹潽善 （윤보선） | 新民党 （신민당）         | 4,526,541 | 40.9        |
|      | 呉在泳 （오재영） | 統韓党 （통한당）         | 264,533   | 2.5         |
|      | 金俊淵 （김준연） | 民衆党 （민중당 ）        | 248,369   | 2.2         |
|      | 銭鎮漢 （전진한） | 韓国独立党 （한국독립당） | 232,179   | 2.1         |
|      | 李世鎮 （이세진） | 正義党 （정의당）         | 98,433    | 0.9         |

| 市･道        | 朴正煕 （民主共和党） | 朴正煕 （民主共和党） | 尹潽善 （新民党） | 尹潽善 （新民党） |
| 市･道        | 得票数                | 得票率                | 得票数            | 得票率            |
| ------------ | --------------------- | --------------------- | ----------------- | ----------------- |
| ソウル特別市 | 595,513               | 45.2％                | 675,716           | 51.3％            |
| 京畿道       | 525,676               | 41.6％                | 674,964           | 52.6％            |
| 江原道       | 429,589               | 51.3％                | 349,807           | 41.7％            |
| 忠清北道     | 269,830               | 46.6％                | 252,469           | 43.6％            |
| 忠清南道     | 489,516               | 45.4％                | 505,076           | 46.8％            |
| 全羅北道     | 392,037               | 42.3％                | 451,611           | 48.7％            |
| 全羅南道     | 652,847               | 44.6％                | 682,622           | 46.6％            |
| 釜山直轄市   | 338,135               | 64.2％                | 164,077           | 31.2％            |
| 慶尚北道     | 1,083,939             | 64.0％                | 447,082           | 26.4％            |
| 慶尚南道     | 838,426               | 68.6％                | 281,545           | 23.0％            |
| 済州道       | 73,158                | 56.5％                | 41,572            | 32.1％            |

朴候補が大差で勝利した理由は、1962年からの第1次開発5カ年計画が比較的成功を収め、第1次に続く第2次5カ年計画を成功させるには、与党が引き続き政権を担うのが必要だとの宣伝が功を奏したことにある。地域別で得票数を見た場合は、4年前の選挙とは大きく変わり、大統領の出身地域である嶺南地方（慶尚道）で経済開発のための集中投資が行なわれたことに対する湖南地方（全羅道）の反発から、西部地域（ソウル・京畿道・忠清南道・全羅北道・全羅南道）で朴候補は尹潽善に敗北している。大統領選挙に大勝した朴大統領率いる与党・共和党は翌月に行なわれた総選挙でも、3分の2を上回る議席数を確保し、躍進した。